# Larve
En larve er et livsstadie i visse dyregruppers udvikling fra unge til et voksent individ.
Hos mange insekter findes et larvestadie, f.eks. hos fluer og sommerfugle. Ved insekterne sker der en metamorfose, hvor larven i mange tilfælde totalt skifter udseende og forvandler sig til det voksne individ efter en periode som puppe.
En undtagelse fra dette er f.eks. græshopper, der ikke har et larvestadie og heller ikke undergår metamorfose.
Fisk og vandlevende hvirveldyr og bløddyr har også livsstadier, hvor de kaldes larver.
Eksempler på dyr, der har et eller flere larvestadier:
- hvirveldyr:
  - Padder:
    - Frøer
    - Tudser
- Insekter:
  - Flue
  - Mariehøne
  - Sommerfugl
- bløddyr:
  - Muslinger:
    - blåmusling
    - østers
    - dammusling
- Nældecelledyr, polypdyr:
  - havhveps
  - brandmand
  - vandmand